# Cuckoo Song
„Cuckoo Song“ je instrumentální skladba britského multiinstrumentalisty Mika Oldfielda. Byla vydána na konci roku 1977 jako jeho šestý singl. Ten se britské hudební hitparádě se neumístil.
Skladbu „Cuckoo Song“ složil německý hudební skladatel Michael Praetorius, Oldfield celé dílo přearanžoval a nahrál společně s flétnistou Lesem Penningem. Skladba na B straně singlu, „Pipe Tune“, pochází z pera Mika Oldfielda.

## Seznam skladeb
1. „Cuckoo Song“ (Praetorius, aranžmá Oldfield) – 3:15
2. „Pipe Tune“ (Oldfield) – 3:27